# Saloptia powelli
Saloptia powelli är en fiskart som beskrevs av Smith, 1964. Saloptia powelli ingår i släktet Saloptia och familjen havsabborrfiskar. IUCN kategoriserar arten globalt som otillräckligt studerad. Inga underarter finns listade i Catalogue of Life.